# A Moment Apart
A Moment Apart es el tercer álbum de estudio del dúo estadounidense de música electrónica Odesza, publicado el 8 de septiembre de 2017 a través de Counter, Ninja Tune y la propia discográfica del dúo, Foreign Family Collective. El álbum sigue a su publicación de 2014, In Return, y es el primero que se publicó a través de Foreign Family Collective.
El dúo publicó avances del álbum por las redes sociales en marzo de 2016. En abril de 2017, las canciones «Line of Sight» y «Late Night» fueron publicadas como los sencillos principales. Después del anuncio del álbum en junio, se publicaron el tercer y cuarto sencillo: «Meridian» y «Corners of the Earth». En octubre su publicó «Higher Ground», el quinto sencillo, y en octubre lo hizo el sexto y último, «Across the Room». El álbum cuenta con las colaboraciones de los artistas Leon Bridges, Kelsey Bulkin, The Chamanas, Mansionair, Sasha Sloan, Regina Spektor, Naomi Wild, WYNNE y RY X.
El álbum tuvo una recepción positiva entre los críticos, con reconocimientos por su valor de producción y composición, y debutó en la tercera posición de la lista Billboard 200. Para los premios Grammy de 2018, recibió una nominación en la categoría de mejor álbum de dance/electrónica y su sencillo «Line of Sight» la recibió en la categoría de mejor grabación dance.

## Contexto
Harrison Mills (Catacombkid) y Clayton Knigt (BeachesBeaches) formaron el dúo Odesza y publicaron de manera independiente su álbum debut, Summer's Gone, en septiembre de 2012. Dos años más tarde en septiembre de 2014, lanzaron su siguiente trabajo, In Return. Fue la primera publicación que realizaron con una discográfica, Ninja Tune, así como el sello editorial de esta, Counter Records. A diferencia de Summer's Gone, en In Return favorecieron el contenido vocal y lírico por sobre el uso de samples.
En noviembre de 2015, al recibir la pregunta sobre su tercer álbum, Mills afirmó que «obviamente podemos hacer In Return otra vez, lo que tal vez alguna gente quiere y espera, pero nosotros no queremos eso. La gran cuestión es decidir cómo será el próximo álbum, porque tenemos muchas ideas».
El dúo reveló avances de la producción del álbum a través de las redes sociales en marzo de 2016. Más tarde durante ese año en diciembre, tocaron tres nuevas composiciones en el festival Day and Night en Houston, del cual una fue el debut de la canción «Late Night».

## Promoción

### Redes sociales
En abril de 2017, la página de artista de Odesza en Spotify contenía una lista de reproducción titulada «...._/.._ _ _.....», lo cual se traducía a código Morse como «4/25» (25 de abril). Después de especulación entre los seguidores, el dúo subió un video en Facebook en el que confirmaban que el 25 de abril iban a publicar nueva música.

### Sencillos y videos musicales
El 25 de abril de 2017, «Line of Sight», que cuenta con la participación de WYNNE y Mansionair, y «Late Night» fueron publicados como los primeros sencillos del álbum. Con el anuncio de A Moment Apart el 12 de junio, «Meridian» y «Corners of the Earth», con RY X, fueron publicados como el tercer y cuarto sencillo del álbum. «Higher Ground», que cuenta con la vocalista Naomi Wild, fue lanzado el 11 de julio como el quinto sencillo. El 9 de octubre, «Across the Room», en el que participa Leon Bridges, fue publicado como el sexto sencillo.
Un video de «Late Night» se publicó el 25 de mayo de 2017, compuesto por material fílmico enviado por seguidores.

## Diseño artístico
La imagen de la portada del álbum fue tomada por el fotógrafo inglés Seanen Middleton, y el diseño artístico está acreditado a Middleton, Harrison Mills y Michelle Gadeken. La portada muestra a una mujer, Rachel Putt, amiga de Middleton, parada en una pendiente rocosa, con un haz de luz naranja cruzándole los ojos. El lugar donde fue tomada la fotografía se encuentra en Hodge Close, en el Distrito de los Lagos al norte de Inglaterra.
Dos obras de Middleton, Vespertine y Moth to a Flame, fueron adquiridas también por Odesza y usadas como arte para «Line of Sight» y «Late Night», respectivamente.

## Recepción

### Crítica
A Moment Apart recibió críticas positivas en general, con reconocimientos por su valor de producción y composición. En Metacritic, tiene un puntaje asignado de 65 sobre 100, basado en seis críticas, lo que indica «reseñas favorables en general».
Paul Simpson de AllMusic le dio al álbum una crítica positiva y lo llamó «el trabajo más amplio y ambicioso del dúo hasta la fecha». Dylan Barnabe, en una reseña para Exclaim!, también elogió el álbum y comentó que «ambos lados se complementan el uno al otro y crean un álbum logrado con bellos paisajes sonoros y voces de ensueño».
Desde un punto de vista polarizado, Will Rosebury de Clash Music declaró que con quince canciones, el álbum se sentía «poco conciso, al borde de lo indulgente, dada la falta de variedad» y concluyó que «se quedaba un poco corto». Philip Sherburne de Pitchfork también fue crítico y sostuvo que «cuanto más duro intenta la banda alcanzar la sublimidad, más terrenal se siente su música».

### Comercial
El álbum la tercera posición en la lista de los Estados Unidos en su primera semana.

## Lista de canciones
Todas las canciones escritas, producidas y compuestas por Odesza (Harrison Mills y Clayton Knight), excepto donde se indique.
| N.º | Título                                       | Créditos | Duración |  |
| 1.  | «Intro»                                      | | 1:03     |  |
| 2.  | «A Moment Apart»                             | Cuerdas: Philip Sheppard | 3:54     |  |
| 3.  | «Higher Ground» (con Naomi Wild)             | Voces: Naomi Wild, Arreglo lírico: Adam Novodor, Nikolai Prange, India Quateman, Aaron Spiro                                             | 3:35     |  |
| 4.  | «Boy»                                        | | 3:03     |  |
| 5.  | «Line of Sight» (con WYNNE y Mansionair)     | Voces: WYNNE, Segunda voz: Mansionair, Arreglo lírico: Rory Wynne Andrew, Louis Bell, Lachlan Bostock, Jack Froggatt, Alexander Nicholls | 3:57     |  |
| 6.  | «Late Night»                                 | | 3:48     |  |
| 7.  | «Across the Room» (con Leon Bridges)         | Voces: Leon Bridges, Arreglo lírico: Todd Bridges                                                                                        | 4:43     |  |
| 8.  | «Meridian»                                   | | 3:55     |  |
| 9.  | «Everything at Your Feet» (con The Chamanas) | Voces: The Chamanas, Trompeta: Brennan Carter, Arreglo lírico: Manuel Calderon, Hector Carreón, Paulina Reza                             | 3:28     |  |
| 10. | «Just a Memory» (con Regina Spektor)         | Voces y arreglo lírico: Regina Spektor, Guitarra: Sean Kusanagi, Cuerdas: Philip Sheppard                                                | 3:56     |  |
| 11. | «Divide» (con Kelsey Bulkin)                 | Voces y arreglo lírico: Kelsey Bulkin | 4:01     |  |
| 12. | «Thin Floors and Tall Ceilings»              | | 2:58     |  |
| 13. | «La Ciudad»                                  | | 4:31     |  |
| 14. | «Falls» (con Sasha Sloan)                    | Voces: Sasha Sloan, Arreglo lírico: Sasha Sloan, Noonie Bao, Alexandra Cheatle, Letras adicionales: Reed Juenger                         | 3:52     |  |
| 15. | «Show Me»                                    | | 3:38     |  |
| 16. | «Corners of the Earth» (con RY X)            | Voces: RY X, Arreglo lírico: Ry Cuming, Dirección de coro: Brennan Carter                                                                | 5:05     |  |

## Posición en las listas
| Lista (2017)                                       | Posición más alta |
| -------------------------------------------------- | ----------------- |
| Australia (ARIA)                                   | 13                |
| Bélgica (Ultratop 50 Flandes)                      | 62                |
| Bélgica (Ultratop 40 Valonia)                      | 59                |
| Canadá (Billboard Canadian Albums)                 | 27                |
| Estados Unidos (Billboard 200)                     | 3                 |
| Estados Unidos (Billboard Dance/Electronic Albums) | 1                 |
| Francia (SNEP)                                     | 146               |
| Nueva Zelanda (Recorded Music NZ)                  | 32                |
| Países Bajos (MegaCharts)                          | 57                |
| Reino Unido (UK Albums Chart)                      | 99                |
| Suiza (Schweizer Hitparade)                        | 45                |